# Església de Wies
L'Església de Wies (en alemany Wieskirche) és una església de peregrinació en el districte de Weilheim-Schongau a l'estat federat de Baviera, Alemanya. És un simple edifici oval, amb un extravagant interior d'estil rococó, va ser realitzat pels germans Dominikus Zimmermann i Johann Baptist Zimmermann. El 1983 l'església de Wies va ser inscrita a la Llista del Patrimoni de la Humanitat a Europa per la UNESCO el 1983.

## Història
El 14 de juny de 1738, la camperola Maria Lory veié, el que ella va pensar eren llàgrimes, sortint d'una estàtua de fusta de Crist flagelat. Aquest miracle va generar un devessall de pelegrins que volien veure l'estàtua. El 1740, es va construir una petita capella, però aviat aquest edifici va resultar insuficient per a acomodar al nombre creixent de peregrins. El pròxim monestir de Steingaden va comissionar la construcció de la present església.

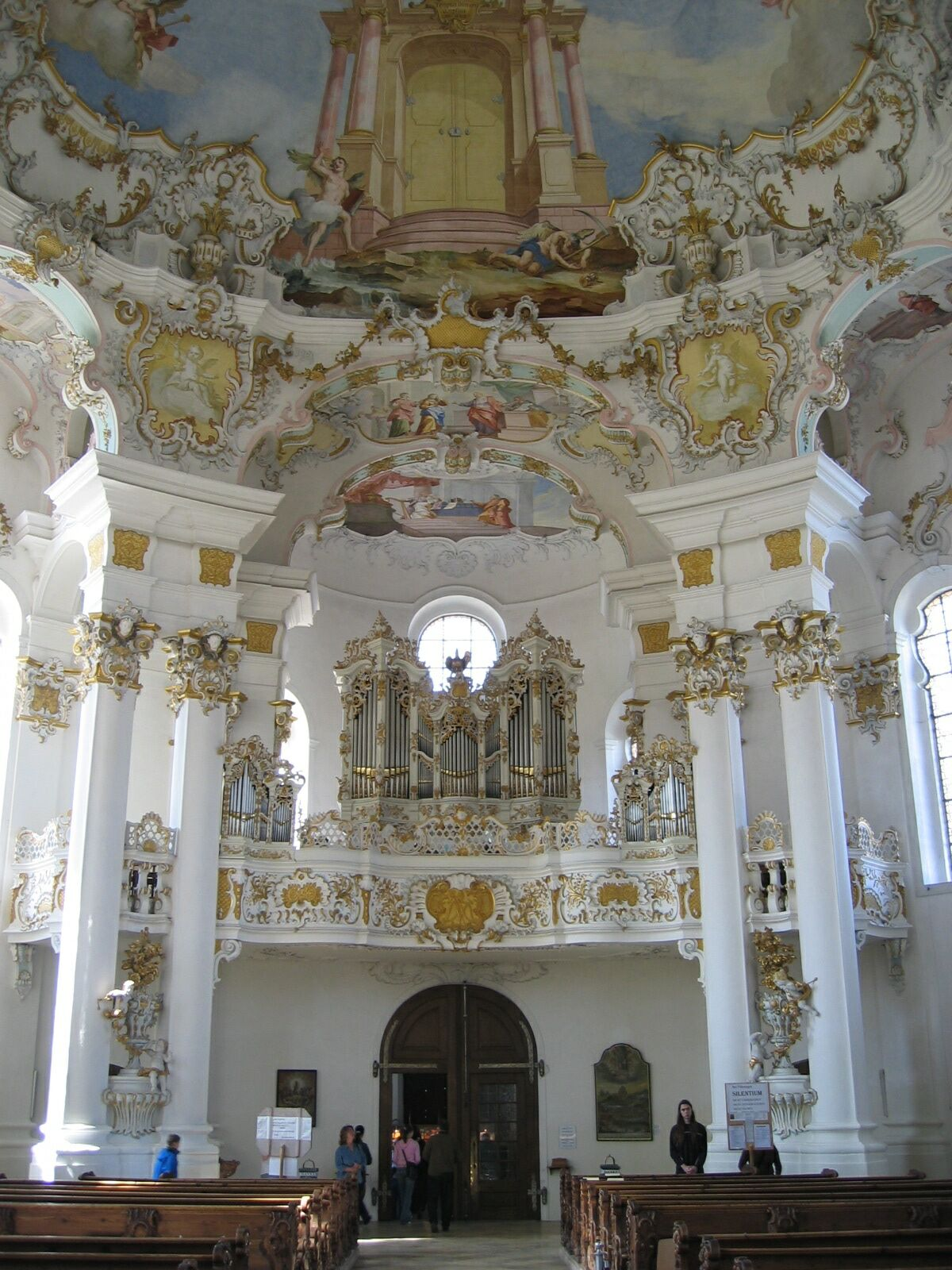
Església de Wies

La construcció i decoració de l'església de Wies es va realitzar entre els anys 1745 i 1754 pels germans Dominikus i Johann Baptist Zimmermann, sota l'adreça de l'abat del monestir de Steingaden, Marinus Mayer. L'interior està decorat en un elaborat estil rococó, amb treball d'estuc de l'escola de Wessobrunner. La pintura de l'altar major va ser realitzada pel pintor de la cort de Múnich, Balthasar August Albrecht. Les figures dels grans teólegs d'Occident (Sant Jeroni, Sant Ambrosi, Sant Agustí i Sant Gregori Magne), són el treball de l'escultor tirolés, Anton Sturm. L'òrgan, reconstruït el 1957, està en la caixa original feta per Johann Georg Hörterich. La superfície aplanada de la cúpula està pintada amb un fresc Trompe-l'oeil. "Tot el possible es va fer a través de l'església, per a fer el sobrenatural visible. Escultures i murals es combinen per a revelar el diví en forma visible".
En el marc de la secularització dels béns de l'església per l'estat de Baviera als anys 1802 i 1803, l'església de Wies i els seus continguts, estaven destinats a ser subhastats i la resta demolida. L'oposició dels camperols locals va assolir salvar l'església i permetre que les peregrinacions continuessin.
Després de ser designada Patrimoni de la Humanitat el 1983, es va emprendre una restauració completa de l'església que va durar de 1985 a 1991 i que va costar 10,6 milions de marcs. Avui dia l'església és visitada per més d'un milió de visitants a l'any i és lloc de freqüents concerts musicals. L'església és la seu de la "Confraternitas Domini Nostri Flagellati" (Fraternitat del nostre Senyor Flagelat), dedicada a honrar el flagelamient de Crist, que té 350 membres entre clèrgues i laics.

## Art

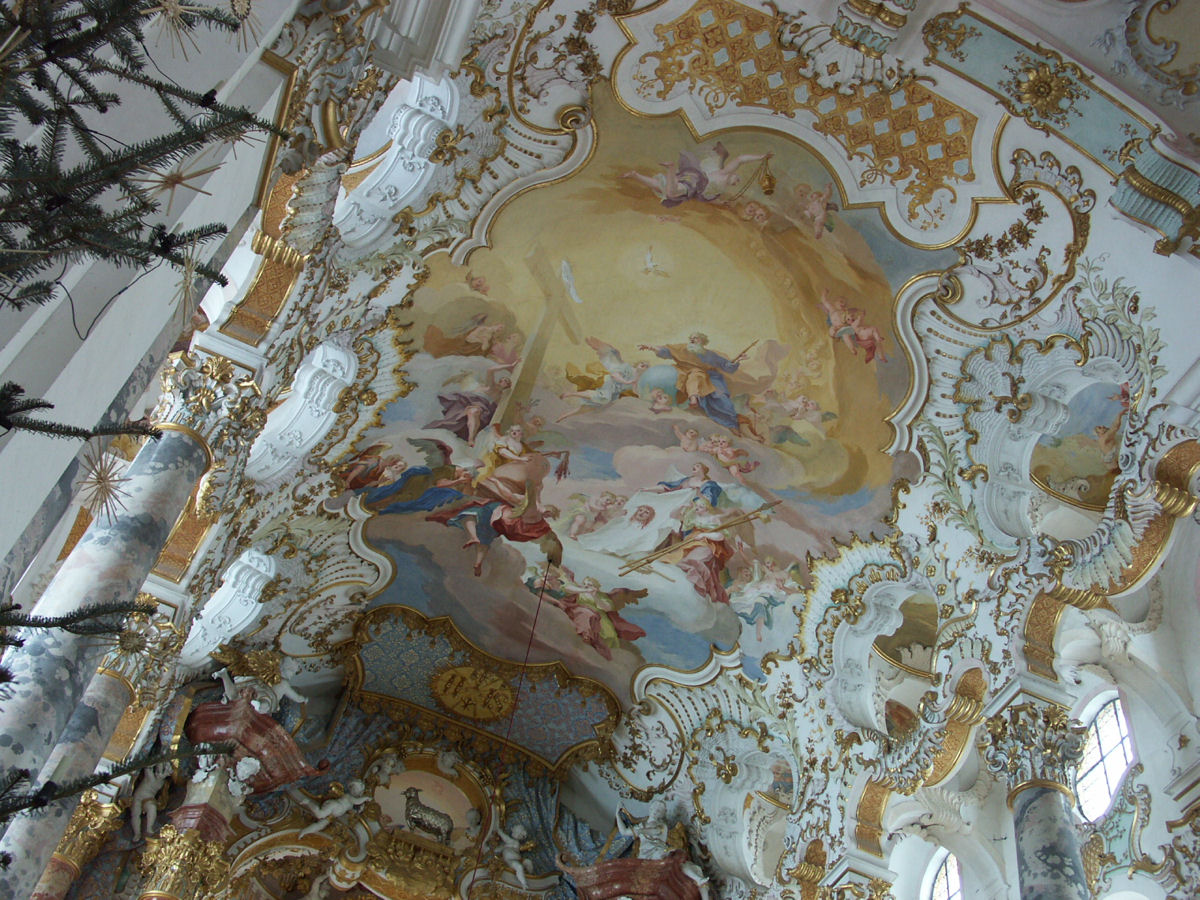
Fresc a l'interior de l'església de Wies

L'església té forma d'un ronyó, per dir-ho d'alguna manera. A l'interior, una part ovalada on es rep als fidels i a l'esquerra una càtedra i a la dreta una tribuna del xantre.
L'altar major, que va ser dissenyat per Zimmermann i en gran part concebut per Sturm, té profunditat, i s'hi troba el Crist castigat al qual es deu l'església, la qual està formada per un gran oval molt obert. Zimmermann fa que la llum brolli per tot arreu, exorcitzant sense parar l'ombra. És l'antibarroc per excel·lència. El barroc que crea l'ombra per posar millor en evidència el missatge de Déu, la llum Ell mateix. El rococó exorcitza l'ombra de tal manera que fa brollar millor, com en estereofonia, el missatge de Déu.
Del lloc d'on ve la llum, parteixen una sèrie d'arcs (arcs i arcs en Trompe-l'oeil, un joc de volutes d'arcs amplis i en buit) que creen un deliri formal d'allò més sorprenent. S'apliquen aquí, com una mena de testament últim, totes les receptes que Zimmermann havien inventat al llarg de la seva carrera. Tots els volums que es prenen i es reprenen aquí sense parar, són evidents també en el decorat. En les pintures, les escultures i els baixos relleus es troba aquest joc de plens i de buits que estan realment en unperpetuum mobile.
La càtedra representa la proa de l'Esperit Sant, una de les grans fórmules del rococó, aquí enterament tractada en fusta i en estuc, per artesans de Wessobrunn, sobre un dibuix de Zimmermann. El gran àngel sobre la part central conté la tempesta d'aquestes cargols i escumes de fusta daurada i platejada en les quals semblen perdre's els putti.
La tribuna dels chantre té també un decorat decoratiu així com la tribuna de l'òrgan, el que dona prova de la importància que es concedia a la música. Dominikus Zimmermann, amb la finalitat de crear una coherència plàstica en la seva església, fins va dissenyar els bancs dels fidels. Es troben els mateixos caragols i ritmes que a la resta de l'església. En els quatre punts cardinals de l'església dominen quatre figures. Són els Pares de l'Església que va tallar Anton Sturm per Dominikus Zimmermann. Cadascuna mesura 2,90 metres d'alçada. En aquesta església, que ja és una església del perpetuum mobile, aquestes quatre figures, en comptes de retenir l'església, li donen l'aspecte d'una nau les veles s'inflen. Un dels més bells és Sant Jeroni representat amb el llibre i també amb el crani de meditació. És l'últim que va tallar Sturm i certament el de més èxit.